# 下飯坂
下飯坂（しもいいざか）は、福島県福島市の大字である。郵便番号は960-0115。

## 地理
福島市北部の北信地区に属し、地区北部に位置する。北で飯坂町湯野、飯坂町東湯野と、東で宮代と、南で沖高と、西で飯坂町とそれぞれ隣接する。町村制施行以前の下飯坂村の流れを汲む地域であり、市内の他の「飯坂」とつく地域とは異なり飯坂町ではなく余目村に合併前は所属していた（なお、対となる「上飯坂村」は飯坂村、飯坂町と変遷し、現在の福島市飯坂町にあたる）。摺上川右岸部の平地を区域としており、水田や果樹園が広がる中に民家が点在する。飯坂町平野に所在する 福島北警察署及び鎌田に所在する飯坂消防署東出張所がそれぞれ管轄にあたる。

### 河川
- 摺上川（阿武隈川支流）

### 主な字
- 漆方
- 榎田
- 大清水
- 上河原
- 北畑
- 北道
- 狐河原
- 熊野
- 熊ノ内
- 黒木宮
- 小清水
- 四斗蒔
- 柴附
- 下河原
- 新堰端
- 堰下
- 堰端
- 外河原
- 空田
- 田谷場
- 舘屋敷
- 台下
- 鶴形
- 寺屋敷
- 樋口
- 中城
- 中屋敷
- 中谷地
- 中河原
- 七久保
- 西畑
- 八景下
- 馬場
- 番匠田
- 東田
- 古川端
- 前畑
- 祭田
- 宮崎
- 宮前
- 南田
- 向河原
- 薬師
- 柳屋敷
- 山道

## 歴史
- 1889年（明治22年）4月1日 - 町村制の施行により信夫郡余目村が発足。旧下飯坂村域は余目村の大字となる。
- 1954年（昭和29年） 3月31日 - 余目村が福島市へ編入され、福島市の大字となる。

## 世帯数と人口
2022年（令和4年）3月31日現在の世帯数と人口は以下の通りである。
| 大字   | 世帯数  | 人口  |
| ------ | ------- | ----- |
| 下飯坂 | 142世帯 | 359人 |

## 小・中学校の学区
市立小・中学校に通う場合、学区は以下の通りとなる。
| 番地 | 小学校             | 中学校             |
| ---- | ------------------ | ------------------ |
| 全域 | 福島市立余目小学校 | 福島市立北信中学校 |

## 交通

### 鉄道
- 当地域に鉄道施設は無い。

### 道路
- 東北自動車道
- 福島県道155号飯坂瀬ノ上線
- 福島県道314号東湯野寺屋敷線
  - 摺上橋（摺上川）
- 福島市道4号湯野平野線
- 福島市道7号鎌田東湯野線（計画路線）

### バス
- 当地域にバス路線は通っていない。

## 施設
- 曹洞宗金源寺
- 熊野神社
- 愛宕神社